# کساوروو (شهرستان پابیانیتسه)
کساوروو (به لهستانی:  Ksawerów) یک روستا در لهستان است که در گمینا کساوروو واقع شده‌است.
 کساوروو  ۳٬۰۰۰ نفر جمعیت دارد.